# Zvůle
Zvůle (německy Zwule) je malá vesnice, část obce Kunžak v okrese Jindřichův Hradec v Jihočeském kraji. Leží uprostřed přírodního parku Česká Kanada. V roce 2011 zde trvale žilo šestnáct obyvatel.

## Historie
První písemná zmínka o Zvůli pochází z roku 1842 ve spojitosti s vedením poštovní trasy Vídeň–Praha, která původně vedla přes Slavonice, Novou Bystřici a na Jindřichův Hradec. Byla založena roku 1526 na příkaz císaře Ferdinanda I., zakladatelem byl hrabě Taxis. Ale protože císařský poštovní posel byl přepaden mezi Bystřicí a Jindřichovým Hradcem, byla trasa přeložena ze Slavonic na Valtínov, Zvůli a Kunžak i za cenu, že se musely vybudovat dřevěné mosty u Zvůle, kde byly tenkrát velké močály. Uprostřed se nachází rybník Zvůle, který byl vystavěn Krajíři z Krajku v roce 1571, jeho rozloha je deset hektarů. Pro celou oblast jsou typické obrovské balvany (vzácně i viklany).V těsné blízkosti rybníka byla snad dříve vystavěna usedlost panského porybného nebo panského lesního správce, později se tady usadili lesní dělníci kameníci. Farou patřila ke Kunžaku. V roce 1870 bylo v této vsi 10 domů, kde bydlelo 47 obyvatel. Během 20. století docházelo k úbytku obyvatel, nyní je jich zde trvale hlášeno osm. Většina stavení slouží k rekreaci, byly zde postaveny chaty a zřízen kemp.
V září 1783 byla postavena lesovna u rybníka Zvůle, původně byla dřevěná a v roce 1811 byla postavena nová – kamenná a cihlová – čp. 10.
Rybník Zvůle je obklopen přírodou s potůčky, podrosty borůvek, hub a dalších. Kromě autokempu je zde také možnost ubytování v chatkách na druhé straně rybníka. V kempu, v chatové osadě i vesnici je občerstvení, restaurace a pizzerie a ve vesnici v restauraci herna a letní kino.
V okolí je několik turistických i cyklistických tras lesy a lukami České Kanady. Po několika z nich se dá dojet k dalšímu nedalekému Hladovému rybníku u vesnice Matějovec, který má díky obsahu rašeliny barvu černé kávy, nebo k studánce.

## Obyvatelstvo
| Rok            | 1869 | 1880 | 1890 | 1900 | 1910 | 1921 | 1930 | 1950 | 1961 | 1970 | 1980 | 1991 | 2001 | 2011 | 2021 |
| -------------- | ---- | ---- | ---- | ---- | ---- | ---- | ---- | ---- | ---- | ---- | ---- | ---- | ---- | ---- | ---- |
| Počet obyvatel | 111  | 102  | 92   | 81   | 78   | 0    | 52   | 0    | 18   | 20   | 10   | 5    | 4    | 16   | 19   |
| Počet domů     | 14   | 14   | 15   | 14   | 14   | 14   | 13   | 0    | 5    | 5    | 4    | 9    | 9    | 12   | 15   |

## Obecní správa
Při sčítání lidu v letech 1850–1963 Zvůle bylo součástí Mostů v okrese Jindřichův Hradec. Od roku 1964 je částí obce Kunžak v okrese Jindřichův Hradec.

## Zajímavosti
- Kaple byla vybudována v roce1904. Nechal ji postavit revírník Karel Faustus. Vysvěcena byla 10. července 1904 kunžackým farářem Šimonem Kabátem. Zvon na této kapli byl vysvěcen 13. června 1926, ale za druhé světové války byl odvezen a nový dosud nebyl nainstalován. Obec Kunžak žádala o jeho navrácení, ale bez úspěchu. Oltář zhotovil kunžacký truhlář Jan Krafka. Tato kaple je uvedena na seznamu památek okresu Jindřichův Hradec. Kaple byla v posledních letech opravena.
- Památným stromem byl vyhlášen buk, jehož stáři se odhaduje na 450 let (obvod kmene 565 centimetrů, průměr 180 centimetrů, výška 25 metrů).
- Naproti kapličce byla ve třicátých letech 20. století vysazena tzv. Švehlova lípa na paměť tehdejšího předsedy vlády Antonína Švehly.
- Kříž z roku 1868 se nachází na kraji obce.
- Kameny - v okolních lesích i v samotném rybníku se nachází mnoho velkých žulových kamenů. Nejmohutnější a nejzajímavější jsou u cesty ze Zvůle na Jitra hned za chatkami u vodárny a potom dále severozápadně od Zvůle je celé seskupeni kamenů zvané Stodůlky.
- Na pasekách a při kraji lesů roste náprstník červený. U rybníka Zvůle roste masožravá rosnatka okrouhlolistá. Na loukách můžete vidět vstavače.

## Galerie

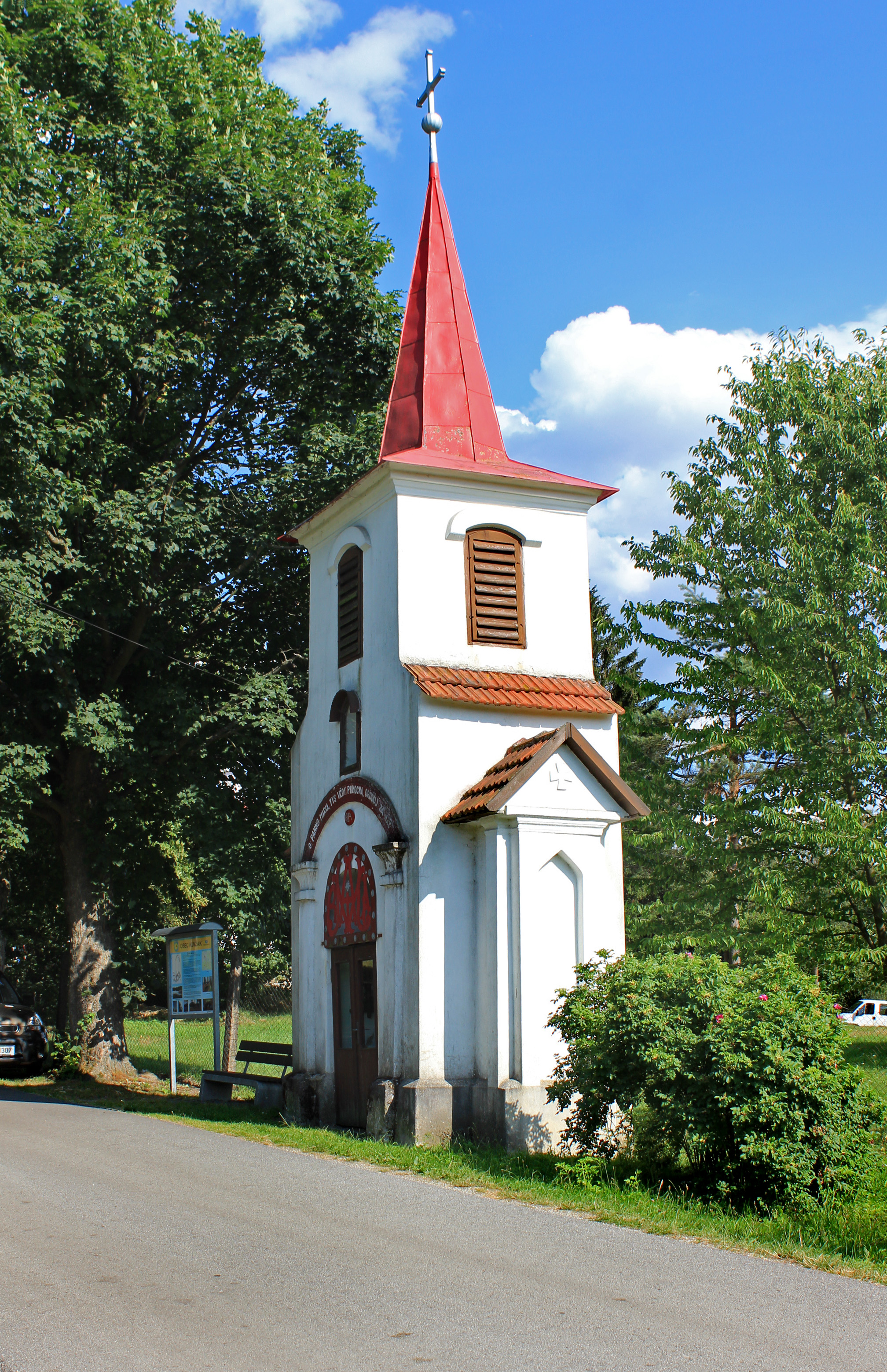
Kaplička u silnice
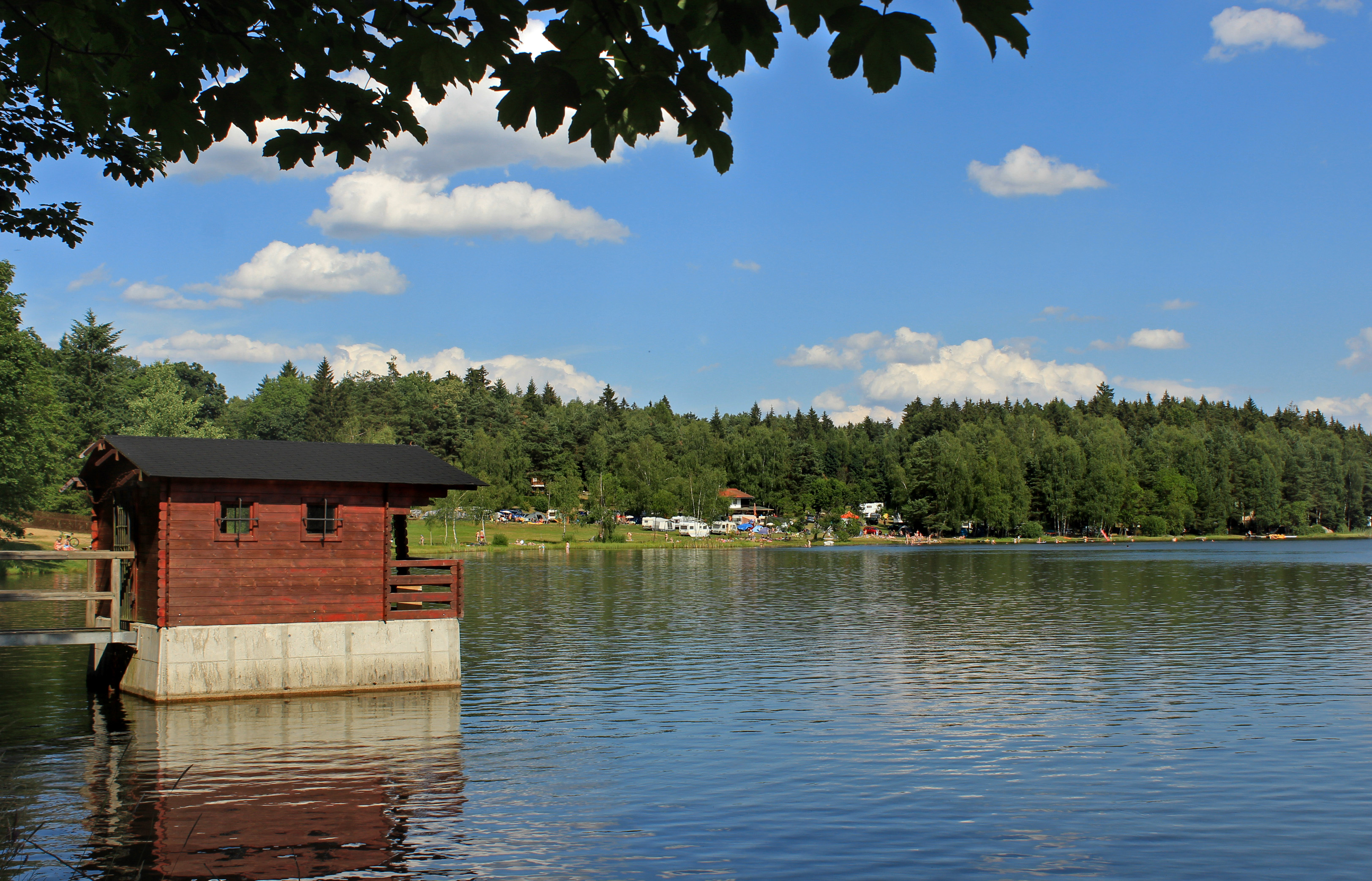
Rybník s koupalištěm
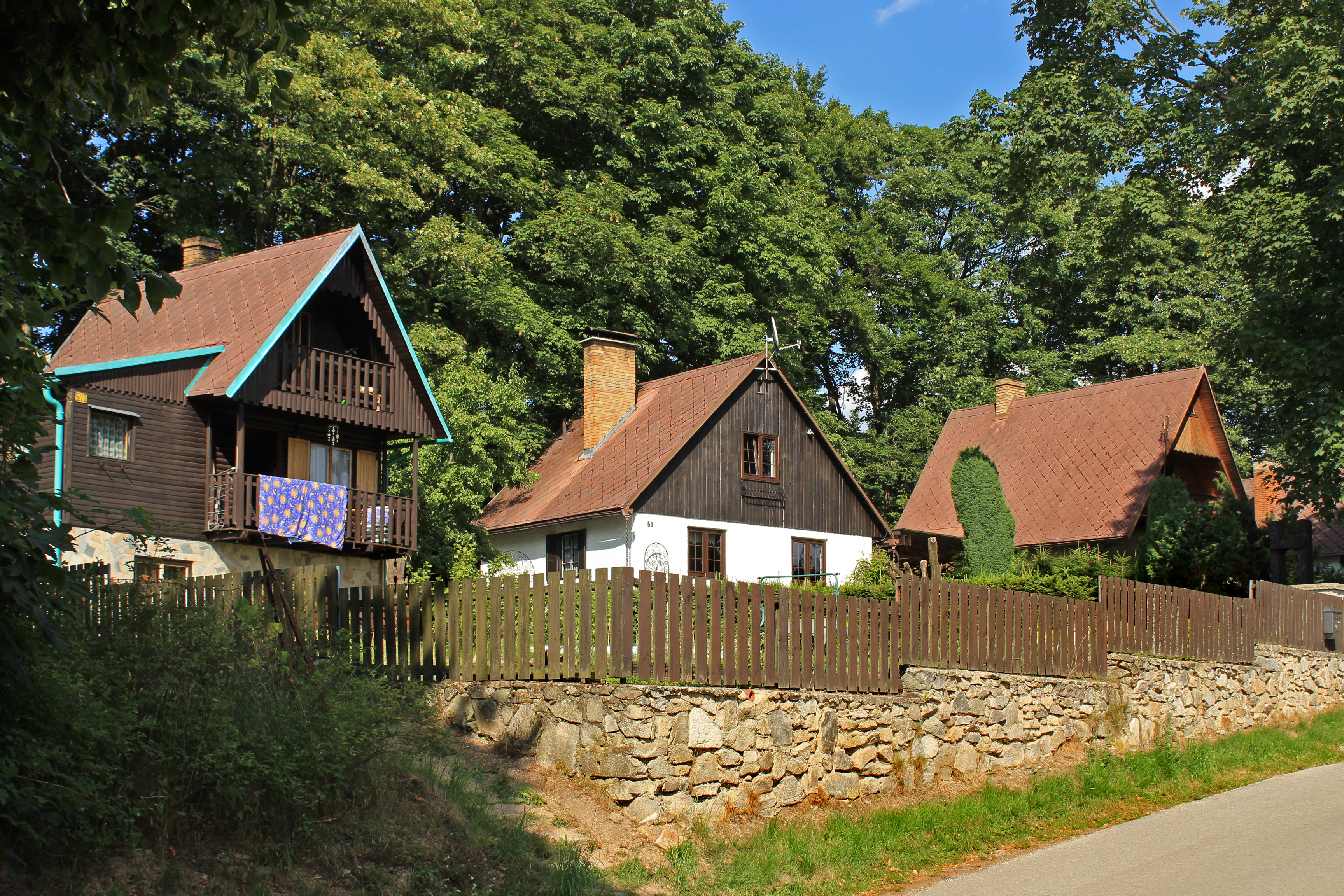
Místní chatky